# Canales (Ávila)
Canales es un municipio de España perteneciente a la provincia de Ávila, en la comunidad autónoma de Castilla y León. En 2017 contaba con una población de 49 habitantes.

## Geografía
Ubicación
La localidad está situada a una altitud de 857 m sobre el nivel del mar.
| Noroeste: Fuentes de Año   | Norte: Fuentes de Año | Noreste: Fuentes de Año |
| Oeste: Cabezas del Pozo    |                       | Este: Langa             |
| Suroeste: Bernuy-Zapardiel | Sur: Fuente el Saúz   | Sureste: Langa          |

## Demografía
Canales cuenta con una población de 35 habitantes (INE 2024).
| Gráfica de evolución demográfica de Canales entre 1842 y 2021                                                         |
| |
| Población de derecho según los censos de población del INE. Población de hecho según los censos de población del INE. |